# Syntaktische Bewegung
Syntaktische Bewegung ist die Methode, die einige Theorien der Syntax nutzen, um Diskontinuitäten zu bearbeiten. Die Theorie wurde zuerst von strukturalistischen Linguisten aufgestellt, welche dies als diskontinuierliche Bestandteile oder Verschiebung bezeichneten. Damit ist gemeint, dass einige Satzkonstituenten von ihrer ursprünglichen Position, in der sie wichtige Interpretationsmerkmale erhalten, verschoben worden sind.
Das Konzept der syntaktischen Bewegung ist kontrovers und wird mit transformierenden oder derivationellen Theorien der Syntax in Verbindung gebracht (z. B. Generative Transformationsgrammatik, Rektions- und Bindungstheorie, Minimalistisches Programm). Repräsentationstheorien (z. B. Head-Driven Phrase Structure Grammer, Lexikalisch-funktionale Grammatik, Konstruktionsgrammatik, Dependenzgrammatik) lehnen die Theorie der Bewegung allerdings ab und behandeln Diskontinuitäten oft mit anderen Mechanismen, wie zum Beispiel Merkmalvererbung oder Typveränderung.

## Allgemein
Bewegung wird dazu genutzt, um Diskontinuitäten, wie Wh-Bewegung, Topikalisierung, Extraposition, Scrambling, Inversion und Shifting zu erklären.
a. John has told Peter that Mary likes the first story.
b. Which story has John told Peter that Mary likes ___? - Wh-Bewegung
dt. Übersetzung:
a. John hat Peter erzählt, dass Mary die erste Geschichte mag.
b. Welche Geschichte hat John Peter erzählt, mag Mary?

a. We want to hear that one story again.
b. That one story we want to hear ___ again. - Topikalisierung
dt. Übersetzung:
a. Wir wollen diese eine Geschichte nochmal hören.
b. Die eine Geschichte wollen wir nochmal hören.
a. Something that we weren't expecting occurred.
b. Something ___ occurred that we weren't expecting. - Extraposition
dt. Übersetzung:
a. Etwas, das wir nicht erwarteten, ist passiert.
b. Etwas ist passiert, das wir nicht erwarteten.
a. You will understand.
b. Will you ___ understand? - Inversion
dt. Übersetzung:
a. Du wirst es verstehen.
b. Wirst du es verstehen?
a. She took off her hat.
b. She took her hat off ___. - Shifting
dt. Übersetzung:
a. Sie nahm ihren Hut ab.
b. Sie nahm ihren Hut ab.
Die a.-Sätze zeigen den Satz in der natürlichen Wortstellung, während die b.-Sätze die Diskontinuitäten zeigen, die durch die Bewegung erklärt werden sollen. Die fett markierten Satzteile, sind die, welche bewegt worden sind. Ihre ursprüngliche Position wird hier durch die unterstrichene, leere Stelle kenntlich gemacht.
Im ersten a.-Satz ist die Phrase the first story (dt.: die erste Geschichte) das Objekt des Verbs likes (dt.: mögen) und erscheint in ihrer natürlichen Position, welche direkt nach dem Verb ist. In dem dazugehörigen b.-Satz ist die Phrase nun an den Satzanfang gerückt, obwohl es immer noch das Objekt des Verbs ist. Der Grund hinter dieser Bewegung ist, dass die Objekt-Phrase zwar an ihrer natürlichen Stelle basis-generiert wird, dann aber durch fragen-formende Vorgänge im Satz an den Satzanfang gerückt wird.

## Darstellung der Bewegung
Die oben genannten Beispiele haben das „Unterstreichen“ genutzt, um die ursprüngliche Position einer Konstituente zu markieren. In offiziellen Bewegungs-Theorien werden spezielle Symbole dafür genutzt. Diese werden entweder Spuren oder Kopien genannt. Welchen Begriff man nutzt, hängt von der genutzten Theorie ab.
b. Which story1 has John told Peter that Mary likes t1? - Bewegung wird mit einer Spur markiert
dt. Übersetzung:
b. Welche Geschichte hat John Peter erzählt, mag Mary?
Indizen helfen die Konstituente, die eine Spur zurückgelassen hat, zu markieren. Die ursprüngliche Position der Konstituente wird mit einem „t“ markiert. Das Indiz nimmt hier die Form einer „1“ an.
Die andere Möglichkeit, um Bewegung darzustellen ist mithilfe von Kopien. Bewegung ist, streng genommen, der Prozess des Kopierens der gleichen Konstituente in unterschiedliche Positionen im Satz und das Löschen der phonologischen Eigenschaften von allen Kopien, mit einer Ausnahme. Im nachfolgenden Beispiel ist die fett markierte Kopie die Ausnahme. Die kursiv markierte Kopie ist eine, dessen phonologische Eigenschaften gelöscht worden sind.
b. Which story has John told Peter that Mary likes which story? - Bewegung wird mit einer phonologisch leeren Kopie markiert
dt. Übersetzung:
b. Welche Geschichte hat John Peter erzählt, mag Mary, welche Geschichte?
Es gibt verschiedene Nuancen, die mit einer bestimmten Form der Darstellung von Bewegung (leere Stellen, Spuren, Kopien) verbunden sind. An sich haben alle unterschiedlichen Formen aber das Ziel, die Existenz einer Diskontinuität anzuzeigen.

## Spuren
In der Rektions- und Bindungstheorie und einigen seiner Nachfolger hinterlässt die Bewegung eine leere Kategorie, das t.
a. You like eating porridge.
b. What do you like eating t.
dt. Übersetzung:
a. Du magst es Haferbrei zu essen.
b. Was magst du zu essen.
In diesen Theorien wird die Spur als ein realer Teil der syntaktischen Struktur eines Satzes angesehen, welche diesen unter der Oberfläche beeinflussen. Ein Argument für diese Existenz kommt aus dem englischen Phänomen der wanna-Verkürzung, welche aus den Wörtern want (dt.: wollen) und to (dt.: zu) besteht. Dieses Phänomen der Verkürzung sollte unmöglich sein, wenn eine Spur zwischen den beiden Wörtern steht, wie in dem nachfolgenden b.-Satz.
a. Who does Vicky want to vote for t? → Who does Vicky wanna vote for?
b. Who does Vicky want t to win? → *Who does Vicky wanna win?
dt. Übersetzung:
a. Für wen will Vicky wählen?
b. Wen will Vicky gewinnen sehen?
Evidenz dieser Art kann allerdings keine schlüssige Aussage darüber machen, da es Verkürzungen im Englischen gibt, die ein mögliches t zwischen den verkürzten Wörtern erlauben.
a. Who does Kim think t is beneath contempt? → Who does Kim think's beneath contempt?
b. Who does Kim think t will be late? → Who does Kim think'll be late?
c. What does Kim imagine t has been happening? → What does Kim imagine's been happening?
dt. Übersetzung:
a. Wer, denkt Kim, hält nichts von Verachtung?
b. Wer wird laut Kim zu spät sein?
c. Was denkt Kim, wird passiert sein?

## Arten von Bewegung
In der generativen Grammatik wurden verschiedene Arten von Bewegung gefunden. Zwei wichtige Unterscheidungen sind A-Bewegung vs. A-Bar Bewegung und Phrasale vs. Kopf-Bewegung. Außerdem existiert noch ein etwas allgemeinerer Typ, die Kopie-Bewegung, welche auch in diesem Abschnitt behandelt wird.

### A-Bewegung vs. A-Bar Bewegung
Die Argument-Bewegung (A-Bewegung) versetzt eine Phrase in eine Position im Satz, welche eine festgelegte grammatische Rolle zugewiesen bekommen hat. Ein Beispiel wäre bei einem Passiv-Satz die Bewegung des Objekts in die Subjekt-Position.
a. Fred read the book.
b. The book was read ___ (by Fred). - A-Bewegung
dt. Übersetzung:
a. Fred las das Buch.
b. Das Buch wurde gelesen (von Fred).
Nicht-Argument Bewegung (A-Bar Bewegung oder A‘-Bewegung) wiederum versetzt eine Phrase in eine Position im Satz, die keine festgelegte grammatische Funktion zugewiesen bekommen hat. Ein Beispiel dafür wäre die Bewegung einer Subjekt oder Objekt Nominalphrase (NP) in eine präverbale Position, welche meistens bei Fragesätzen vorkommt.
a. You think Fred loves Mary.
b. Who do you think ___ loves Mary? - A-Bar Bewegung
dt. Übersetzung:
a. Du denkst, Fred liebt Mary.
b. Wer denkst du, liebt Mary?
a. You think Fred loves Mary.
b. Who do you think Fred loves ___? - A-Bar Bewegung
dt. Übersetzung:
a. Du denkst, Fred liebt Mary.
b. Wen denkst du, liebt Fred?
Die Unterscheidung zwischen A-Bewegung und A-Bar Bewegung ist eine Referenz zum theoretischen Status der Syntax im Hinblick auf das Lexikon (eine andere Thematik in der Linguistik). Sie hebt die Rolle der Syntax hervor, indem sie die theory of voice (Aktiv vs. Passiv) fast komplett in die Thematik der Syntax einordnet (anstatt in die des Lexikons). Eine Theorie in dem Gebiet der Syntax, welche die Aktiv-Passiv Unterscheidung zum Lexikon (Das Passiv wird nicht durch das Transformierens eines Aktiv-Satzes gebildet) ordnen würde, lehnt die A- vs. A-Bar Unterscheidung ab.

### Phrasale Bewegung vs. Kopf-Bewegung
Eine andere wichtige Unterscheidung ist die der Phrasalen Bewegung und der Kopf-Bewegung. Phrasale Bewegung tritt ein, wenn der Kopf einer Phrase zusammen mit all seinen zugehörigen Teilen sich so bewegt, dass die gesamte Phrase die Position wechselt. Die meisten bisher gezeigten Beispiele gehören dieser Art an. Die Kopf-Bewegung wiederum tritt ein, wenn nur der Kopf einer Phrase die Position wechselt und alle seine zugehörigen Teile zurückgelassen werden. Ein Beispiel einer Kopf-Bewegung wäre die Umkehrung von Subjekt und Hilfsverb im Englischen.
a. Someone has read the article.
b. Has someone ___ read the article? - Kopf-Bewegung des Hilfverbs has (dt.: hat)
dt. Übersetzung:
a. Jemand hat den Artikel gelesen.
b. Hat jemand den Artikel gelesen?
a. She will read the second article.
b. Will she ___ read the second article? - Kopf-Bewegung des Hilfverbs will (dt.: werden)
dt. Übersetzung:
a. Sie wird den zweiten Artikel lesen.
b. Wird sie den zweiten Artikel lesen?
Unter der Annahme, dass die Hilfsverben has und will die Köpfe der Phrasen sind (z. B. in Flexionsphrasen), sind die b.-Sätze das Ergebnis einer Kopf-Bewegung. Die beiden Hilfsverben haben sich nach links bewegt, ohne den Rest ihrer Phrase mitzunehmen.
Die Unterscheidung zwischen Phrasaler und Kopf-Bewegung stützt sich stark auf die Annahme, dass die Bewegung immer nach links stattfindet. Eine Analyse der Subjekt-Hilfsverb Umkehrung, welche Bewegung nach rechts anerkennt, kann auf die Kopf-Bewegung komplett verzichten.
a. Someone has read the article.
b. ___ Has someone read the article? - Phrasale Bewegung des Subjekt-Pronom someone (dt.: jemand)
dt. Übersetzung:
a. Jemand hat den Artikel gelesen.
b. Hat jemand den Artikel gelesen?
a. She will read the second article.
b. ___ Will she read the second article? - Phrasale Bewegung des Subjekt-Pronom she (dt.: sie)
dt. Übersetzung:
a. Sie wird den zweiten Artikel lesen.
b. Wird sie den zweiten Artikel lesen?
Die Analyse, die in diesen Sätzen stattgefunden hat, ist der Meinung, dass die Subjekt-Pronomina someone (dt.: jemand) und she (dt.: sie) sich nach rechts bewegt haben, anstatt dass sich die Hilfsverben nach links bewegt haben. Da die Pronomina keine weiteren zugehörigen Teile haben (bilden alleine eine komplette Phrase), gibt es keinen Grund anzunehmen, dass hier Kopf-Bewegung stattgefunden hat.

## Inseln und Barrieren für Bewegung
Seit Bewegung zum ersten Mal in der Syntax vorgeschlagen wurde, wurde ein neues Forschungsgebiet erstellt, dessen Ziel es war, Filter zu finden, die bestimmte Arten von Bewegung blockieren können. Dieses neue Gebiet entwickelte sich zur Lokalitätstheorie, welche interessiert daran war, mögliche Inseln und Barrieren für die syntaktische Bewegung zu finden. Die Theorie bemüht sich die Kategorien und Konstellationen, die Bewegung verhindern, zu identifizieren. Anders ausgedrückt, sie strebt danach das Scheitern von bestimmten Versuchen von Bewegung zu erklären.
a. You think that Mary visited Peter before calling Fred.
b. *Who do you think that Mary visited Peter before calling ___? – Versuch scheitert Fred/who (dt.: Fred/wer) aus der Adjunktphrase before calling Fred (dt.: vor dem Anrufen von Fred) heraus zubewegen
dt. Übersetzung:
a. Du denkst, dass Mary Peter besucht hat, bevor sie Fred angerufen hat.
b. *Wen denkst du, hat Mary Peter besucht, bevor sie ___ angerufen hat?
a. Your picture of Fred was funny.
b. *Who was your picture of ___ funny? - Versuch scheitert Fred/who (dt.: Fred/wer) aus der Subjekt NP your picture of Fred (dt.: dein Bild von Fred) heraus zubewegen; Anmerkung: "Who was your funny picture of?" (dt.: Von wem war das lustige Bild?) oder die formellere Variante "Of whom was your funny picture?" (dt.: Von wem war das lustige Bild?) sind wiederum akzeptabel
dt. Übersetzung:
a. Dein Bild von Fred war lustig.
b. *Von wem war das Bild von ___ lustig?
a. You like Bill's ideas.
b. *Whose do you like ___ ideas? - Versuch scheitert Bill's/whose (dt.: Bill's/wessen) aus der Opbjekt NP Bill's ideas (dt.: Bill's Ideen) heraus zubewegen ("Whose ideas do you like?" (dt.: Wessen Ideen gefallen dir?) ist wiederum akzeptabel)
dt. Übersetzung:
a. Du magst Bill's Ideen.
b. *Wessen gefallen dir ___ Ideen?
Alle b.-Sätze sind hier wegen Lokalitätsbeschränkungen, die sich auf die Bewegung auswirken, nicht erlaubt. Adjunkten und Subjekte sind Inseln, die Bewegung blockieren, genauso wie linke Äste in Nominalphrasen Barrieren sind, die verhindern, dass Pronomen-Modifizierer aus Nominalphrasen heraus genommen werden können.

## Merkmalvererbung
Syntaktische Bewegung ist kontrovers, vor allem in Anbetracht von Bewegungsparadoxen. Syntaxtheorien, welche die Idee der Merkmalvererbung aufgestellt haben, lehnen syntaktische Bewegung ab. Das heißt, dass sie die Vorstellung ablehnen, die besagt, dass eine „bewegte“ Konstituente jemals in ihrer Basisposition unter dem Oberflächenlevel, welche von leeren Stellen, Spuren oder Kopien markiert werden, vorkommt. Angehörige dieser Theorien nehmen an, dass ein einziges Syntaxlevel existiert und alle Satzkonstituenten nur in ihrer Oberflächenposition, ohne unterliegendem Level oder Derivationen, auftreten. Um Diskontinuitäten zu erklären, schlagen sie vor, dass die Merkmale einer versetzten Konstituente entlang der syntaktischen Hierarchie zwischen dieser Konstituente und der sie regierenden Konstituente entweder nach oben oder nach unten weitervererbt werden. Die folgende Baumstruktur veranschaulicht die Merkmalvererbung einer wh-Diskontinuität in einer Dependenzgrammatik.
 dt. Übersetzung: Was haben sie gesagt, was Tom denkt, was Susan essen möchte?
Die roten Wörter markieren die Katena, welche die versetzte wh-Konstituente what (dt.: was) mit der regierenden Konstituente eat (dt.: essen), das Wort, welches es der Konstituente erlaubt zu erscheinen, verbindet. Die Annahme ist, dass Merkmale, die mit what in Verbindung gebracht werden (z. B. Nomen, direktes Objekt), entlang der rot-markierten Katena nach oben und unten weitervererbt werden. Somit wird die Fähigkeit von eat anerkannt, eine direkte Objekt NP zu subkategorisieren. Durch das Untersuchen der Katena können die Lokalitätsbeschränkungen, welche auf Diskontinuitäten eine Wirkung haben, identifiziert werden.